# Joseph Epping
Pour les articles homonymes, voir Epping (homonymie).
Joseph Epping, né le 1er décembre 1835 et mort le 22 août 1894, est un astronome et assyriologue jésuite allemand.

## Biographie
Joseph Epping est né à Neuenkirchen près du Rhin en province de Westphalie le 1er décembre 1835. Ses parents sont morts alors qu'il est très jeune et il doit sa première éducation à ses relations. Après avoir terminé le Gymnasium habituel à Rheine et à Münster, il s'inscrit à l'académie de Münster, où il se consacre particulièrement aux mathématiques.
En 1859, il entre au noviciat de la Compagnie de Jésus à Münster et après ses études philosophiques est nommé professeur de mathématiques et d'astronomie à Maria-Laach. Il consacre les années 1867 à 1871 à l'étude de la théologie et est ordonné prêtre en 1870.
Gabriel García Moreno, président de l'Équateur, adresse une pétition au général des jésuites au début des années soixante-dix pour que des membres de la Société forment la faculté du Polytechnicum de Quito, qu'il a récemment fondée. Un certain nombre de jésuites allemands répondent à l'appel, parmi lesquels Epping, qui part en juin 1872 pour Quito pour devenir professeur de mathématiques. Il apprend l'espagnol et écrit un manuel de géométrie.
Les troubles politiques qui suivent l'assassinat de Moreno (6 août 1875) obligent les jésuites à retourner en Europe et Epping arrive aux Pays-Bas à l'automne 1876. Il passe les dernières années de sa vie à Blijenbeck, puis à Exaeten, enseignant l'astronomie et les mathématiques, consacrant ses loisirs à la recherche et au travail littéraire.
Il meurt à Exaeten, aux Pays-Bas, le 22 août 1894.

## Travaux
Le premier volume publié par Epping, Der Kreislauf im Kosmos, parait en 1882. C'est une exposition et une critique de l'hypothèse nébulaire de Kant-Laplace ; et une réfutation des conclusions panthéistes et matérialistes qui en ont été tirées.
Son travail le plus important, cependant, est commencé en collaboration avec le père Johann Nepomuk Strassmaier qui, dans le cadre de ses propres études en assyriologie, l'incite à entreprendre une enquête mathématique sur les observations et les tables astronomiques babyloniennes. Après un travail considérable, la clé est trouvée. Il découvre le tableau des différences pour la nouvelle lune dans l'une des tablettes et identifie Guttu avec Mars, Sakku avec Saturne et Te-ut avec Jupiter (Epping et Strassmaier dans Stimmen aus Maria-Laach, vol. 21, pp. 277-292).
Huit ans plus tard, il publie Astronomisches aus Babylon oder das Wissen der Chaldäer über den gestirnten Himmel (Freiburg im Breisgau, 1889). Ce travail est important tant du point de vue de l'astronomie que de la chronologie. Il contient une exposition de l'astronomie des anciens Babyloniens, élaborée à partir de leurs éphémérides de la lune et des planètes. Ceci est complété par Die babylonische Berechnung des Neumondes (Stimmen aus Maria-Laach, Vol. XXXIX, p. 229-240). Il est également l'auteur de plusieurs articles dans le Zeitschrift für Assyriologie.